# Superhrdina
Superhrdina je fiktivní bytost, která se objevuje zejména v literatuře, komiksu a filmu. Je to většinou maskovaný člověk s nadpřirozenými schopnostmi. Na rozdíl od běžných hrdinů je obdařen buď výjimečnými schopnostmi, nebo mimořádnými technologickými možnostmi, případně jejich kombinací. Reprezentuje kladné vlastnosti a dobrotu lidské povahy. Obvykle pracuje sám a neměl by zabíjet.
Největší komiksové nakladatelství se superhrdiny jsou DC Comics (Superman, Batman, Wonder Woman, Teen Titans), Marvel Comics (Spider-Man, Hulk, X-Men, Iron Man, Captain America, Thor, Avengers, Fantastic Four) a Image Comics (Spawn, Invincible, Kick-Ass).

## Historie

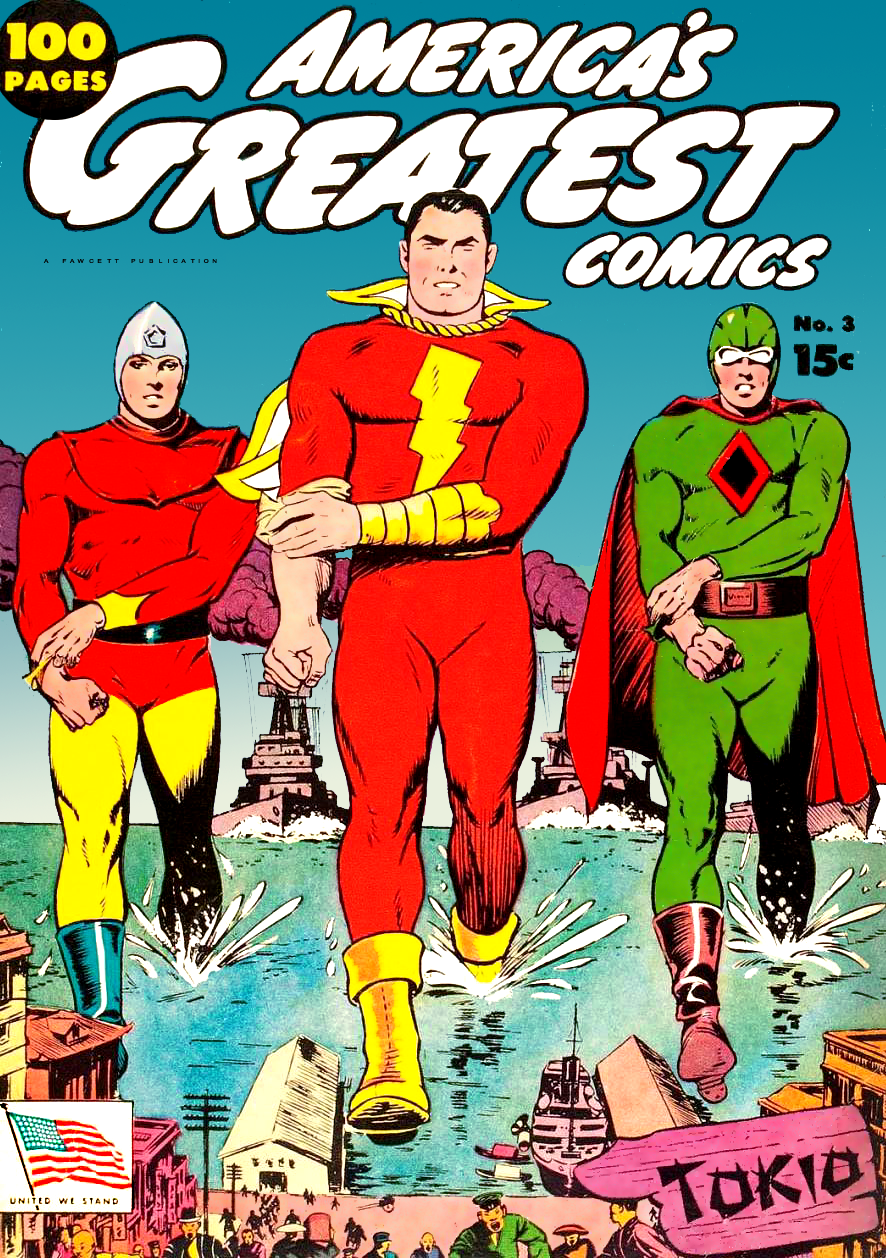
Bulletman, Captain Marvel a Spy Smasher v America's Greatest Comics (1942)

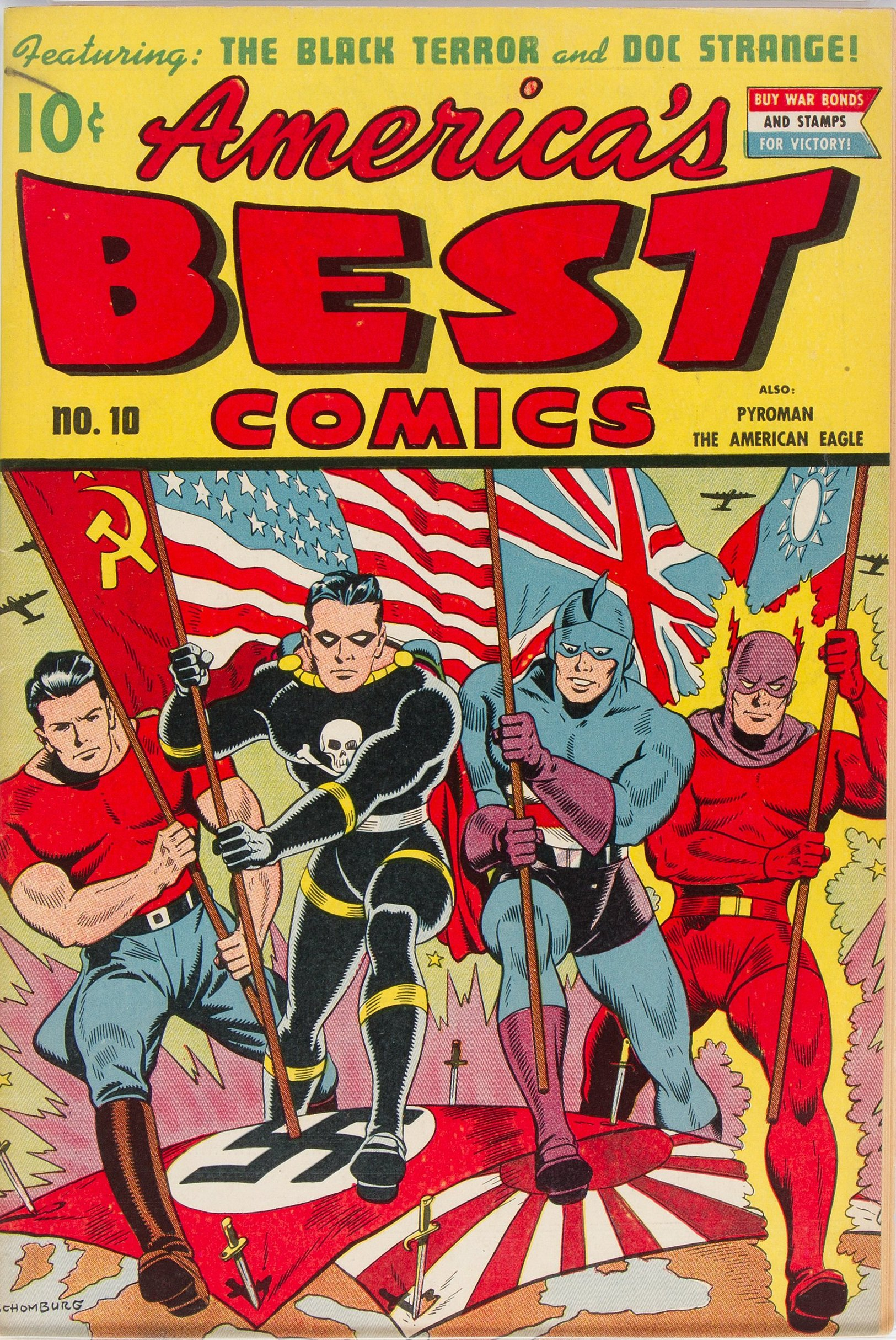
Superhrdinové symbolizující Spojence: Doc Strange (Spojené království), Black Terror (Spojené státy), American Eagle (Čína) a Pyroman (Sovětský svaz) v America's Best Comics 10 (1944)

V minulosti by se dali mezi superhrdiny zařadit mytologičtí hrdinové. Ve starověkých bájích a mýtech hrdinové podávají nadlidské výkony, což je důsledkem jejich mimořádného a často božského původu. Středověká literatura se zaměřuje na rytíře, kteří v bojích dokážou přemoci desítky protivníků. V knize Thomase Maloryho Artušova smrt nacházíme některé klasické zápletky superhrdinské literatury.
Prvním literárním maskovaným hrdinou je anglický Scarlet Pimpernel (Červený bedrník, 1903), který má v románech dvojí identitu. Dalšími jsou američtí hrdinové Zorro (1919), The Shadow (1930) a The Phantom (1936). Objevili se také nemaskované postavy se superschopnostmi, např. argentinský Patoruzú (1928) a američtí Pepek námořník (1929) a Hugo Danner (1930).
Oba trendy se zkombinovaly a v roce 1931 vznikl v Japonsku první maskovaný hrdina se superschopnostmi, Ōgon Bat (Zlatý netopýr). Dalším byl Mandrake the Magician (1934). V roce 1938 vytvořili američtí autoři Jerry Siegel a Joe Shuster postavu Supermana. Následovali postavy Batman, Captain Marvel, Wonder Woman, Flash a roku 1941 Captain America. Tím začala tzv. zlatá éra komiksu v době druhé světové války se znaky patriotismu. Po ztrátě nepřátel a vlivem cenzury došlo k úpadku komiksu. Postavy superhrdinů si brzy našly cestu na filmová plátna. Zlomem ve vnímání komiksových superhrdinů byl nástup Stana Leeho, který přinesl do boje superhrdinů běžný lidský faktor, růst postavy a její vývin a tím přiblížil superhrdiny čtenářům.
Pérák byl městskou legendou pocházející z Prahy během německé okupace Československa uprostřed druhé světové války. Po válce byl Pérák jako jediný český superhrdina vyobrazen ve filmu i komiksu.
Období po roce 1970 bylo charakterizováno vzestupem zájmu o antihrdiny. Po této éře se literatura a komiks soustředí na drastické změny v životech superhrdinů, např. Batman, Temný rytíř či Supermanova smrt. Podobné trendy pokračují dodnes, přičemž nadpřirozené schopnosti často získávají lidé, kteří o ně nemají zájem, což vyvolává vnitřní konflikt v jejich životě, například některé postavy ze seriálu 4400 mají superschopnosti, ale obecně jsou pro ně a jejich okolí více břemenem než přínosem.

## Společné rysy superhrdinů
- Výjimečné schopnosti, nebo mimořádná technologická základna.
- Dvojí identita
- Svobodné zaměstnání, které jim dovoluje dobrodružný život.
- Osobní motivace ke konání dobra, která je nezávislá na okolnostech.
- Zahajovací příběh, který je nezbytný pro pochopení vzniku superhrdiny. Např. příjezd Zorra do Ameriky, nebo smrt rodičů v případě Batmana.
- Prostředí, které nezbytně vyžaduje nadlidské výkony.
- Superzločinec, který je v mnoha případech protipólem superhrdiny.
- Achillova pata, neboli zranitelné místo superhrdiny. Např. Kryptonit v případě Supermana
- Superhrdinové se sdružují v superhrdinských týmech, které jim pomáhají v boji proti zločinu.
- Vzácné řešení běžné kriminality. Život superhrdiny je zaměřen na boj se superpadouchem nebo živelními katastrofami.

## Seznam superhrdinů

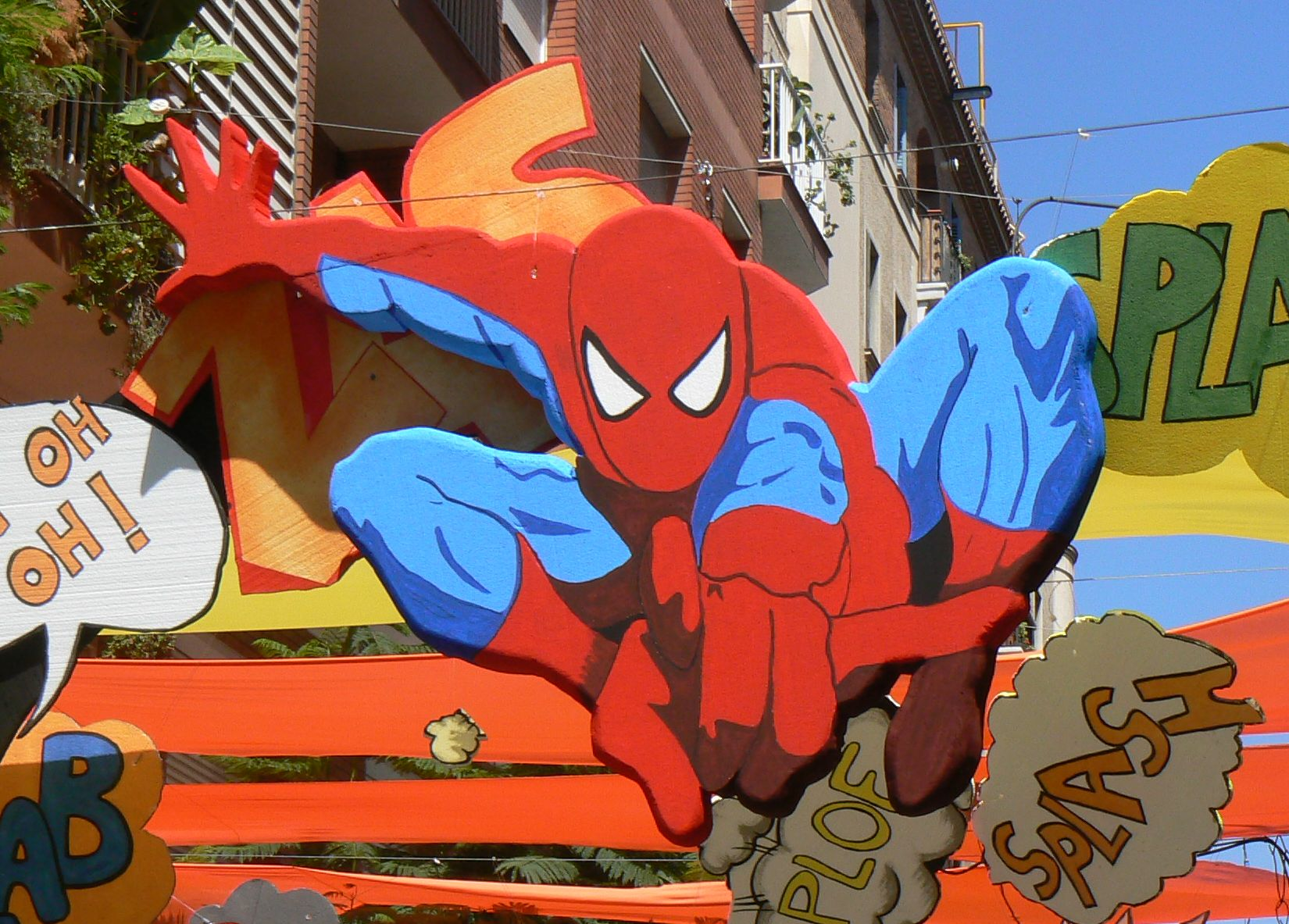
Spiderman

### Literární superhrdinové
- Captain america
- Green hornet
- Tarzan
- Doc Savage
- John Carter

### Komiksoví superhrdinové
DC Comics
- Superman
- Batman
- Wonder Woman
- Supergirl
- Batgirl
- Flash
- Green Arrow
- Black Canary
- Plastic Man
- Green Lantern
- Shazam
- Steel
- Question
- Martian Manhunter
- Aquaman
- Doctor Fate
- Zatanna
- Cyborg
- Robin
- Nightwing
- Red Tornado

Superhrdinské týmy
- JLA
- JSA
- Teen Titans

Marvel Comics
- Spider-Man
- Hulk
- Daredevil
- Wolverine
- Thor
- Iron Man
- IQDave
- Shatter-Man
- Miss Marvel
- Hawkeye
- Quick Silver
- Invisible Woman
- Mr. Fantastic
- The Thing
- Human Torch
- Iron Fist
- Ghost Rider
- Luke Cage
- Captain America
- Captain Marvel
- Doctor Strange
- Ant-Man
- Spider-Girl
- She-Hulk
- Vision
- Black Panther
- Wasp
- Silver Surfer
- Scarlet Witch
- Moon Knight
- Black Knight

Superhrdinské týmy
- Avengers
- X-Men
- Fantastic Four
- Heroes for Hire

Image Comics
- Spawn
- Savage Dragon
- Invincible

Superhrdinské týmy
- Wildcats
- Gen 13
- Wetworks

### Filmoví a seriáloví superhrdinové
Většina filmových superhrdinů jsou adaptacemi románů a komiksů. Superhrdinové vytvoření pro film a televizi, bez základu v literatuře a komiksech:
- Robocop
- David Dunn z filmu Vyvolený
- Neo z filmu Matrix
- Hancock
- Eso Rimmer
- Detektiv Duck

Superhrdinské týmy
- Hrdinové
- Umizoomi
- Úžasňákovi